# Nadroparină calcică
Nadroparina calcică (cu denumirea comercială Fraxiparine) este un medicament anticoagulant din clasa heparinelor cu greutate moleculară mică. Calea de administrare disponibilă este cea injectabilă (la nivel subcutanat). Se află pe lista medicamentelor esențiale ale Organizației Mondiale a Sănătății.

## Utilizări medicale
Nadroparina este utilizată pentru:
- profilaxia tulburărilor tromboembolice (chirurgie generală sau ortopedică, etc.);
- tratamentul tulburărilor tromboembolice;
- prevenirea coagulării în timpul hemodializei;
- tratamentul anginei pectorale instabile și al infarctului de miocard fără undă Q.